# Mulsanteus pejchai
Mulsanteus pejchai là một loài bọ cánh cứng trong họ Elateridae. Loài này được Schimmel & Tarnawski miêu tả khoa học năm 2007.